# Дземйони
Дземйони (пол. Dziemiony, нім. Dreilinden) — село в Польщі, у гміні Хелмжа Торунського повіту Куявсько-Поморського воєводства.
Населення — 211 осіб (2011).
У 1975-1998 роках село належало до Торунського воєводства.

## Демографія
Демографічна структура станом на 31 березня 2011 року:
|          | Загалом | Допрацездатний вік | Працездатний вік | Постпрацездатний вік |
| -------- | ------- | ------------------ | ---------------- | -------------------- |
| Чоловіки | 104     | 18                 | 74               | 12                   |
| Жінки    | 107     | 25                 | 61               | 21                   |
| Разом    | 211     | 43                 | 135              | 33                   |